# 龍原縣
龍原縣是唐代黔州都督府殷州所屬的一個羈縻縣。咸亨三年析昆明部置，後廢。開元十五年分戎州復置，後又廢。貞元二年，節度使韋皋表復置。故南漢（疑當作「南溪」）之境也。其轄地在四川敘州府附近一帶地方，是唐代招撫當地土著所設置的州縣，一般由其頭人任縣官。